# Station Prostějov místní nádraží
Prostějov místní nádraží (Nederlands: Prostějov lokaalstation, Duits vroeger: Proßnitz Lokalbf) is een station in de Tsjechische stad Prostějov. Het station is onder beheer van de SŽDC en wordt bediend door stoptreinen van de České Dráhy.

## Verbindingen
De volgende spoorlijnen lopen vanaf, naar of via station Prostějov místní nádraží:
- lijn 271: Prostějov hlavní nádraží – Chornice
- lijn 273: Červenka – Prostějov hlavní nádraží

Prostějov hlavní nádraží ↔ Prostějov místní nádraží ↔ Kostelec na Hané ↔ Lutotín ↔ Zdětín u Prostějova ↔ Ptení ↔ Stražisko ↔ Čunín ↔ Křemenec ↔ Konice ↔ Jesenec ↔ Dzbel ↔ Šubířov ↔ Nectava ↔ Chornice
Červenka ↔ Červenka zastávka ↔ Litovel ↔ Litovel město ↔ Litovel předměstí ↔ Myslechovice ↔ Cholina ↔ Odrlice ↔ Senice na Hané zastávka ↔ Senice na Hané ↔ Náměšť na Hané ↔ Drahanovice ↔ Slatinice ↔ Třebčín ↔ Kaple ↔ Čelechovice na Hané ↔ Kostelec na Hané ↔ Prostějov místní nádraží ↔ Prostějov hlavní nádraží